# كيارا بادانو
كيارا بادانو (29 اوكتوبر 1971 - 7 اوكتوبر 1990 قرية ساسيلو الإيطالية) تدعى ايضًا «كيارا لوك»، شابة أنتمت إلى الحركة الفوكولارية، توفيت في الثامنة عشر من عمرها جراء مرض سرطان العظام.
اعلنتها الكنيسة الكاثوليكية جليلة في الثالث من يوليو 2008، ومن ثم اعلنها طوباوية في 25 سبتمبر 2010 في مزار سيدة المحبة الالهية في روما.{{وإو|عر=Chiara_Badano#cite_ref-3]

## السيرة الذاتية

### الطفولة
ابنة روجيرو بادانو، سائق شاحنة، وماريا تيريزا كافيجليا. قضت كيارا طفولتها في قرية ساسيلو في محافظة سافونا بأيطاليا، وقضت معظم اوقات الصيف من حياتها قريبا من البحر في مدينة فاراز في بيت اعمامها وعماتها.
التقت وانظمت إلى حركة فوكولاري اثناء اجتماع حاشد لأعظائها في عام 1980، وشاركت مع والديها في FamilyFest وهو اجتماع دولي للحركة الفوكولارية في مايو 1981 في روما. تاثرت برسالة كيارا لوبيك، مؤسسة حركة فوكولاري.
في عودتها لمدينتها، كانت تشارك في اجتماعات فوكولاري للشباب، ومن ثم وجدت نفسها مع مجموعة من الشباب الذين كانوا يصلون من مدن البيسولا وجييس. أصبحت برتبة «جين 3» وهي الرتبة التي تعطى لاعظاء حركة فوكولاري الذين يهتمون برعاية بالاطفال وكبار السن. في عام 1981، تعرفت شخصيا على مؤسسة حركة فوكولاري، كيارا لوبيك.
في عام 1982، بدأت دراستها الابتدائية وكانت من الطلبة اللامعين في فصلها. درست الموسيقى والعزف على البيانو. حصلت على مستوى جيد في التحصيل الدراسي والتحقت بالمدرسة الاعدادية في سبتمبر 1985 في الفرع الادبي منها لمحبتها للكتابة.
انتقلت إلى سافون وسعت للممارسة مهنة التدريس على نهج كيارا لوبيك. كانت تلقب بـ«القديسة المتزمتة» بالرغم من انها لا تتكلم عن الرب مع اصدقائها. بالرغم من سعيها المستمر، تخفق كيارا في دراستها في السنة الأولى من الاعدادية وذلك يشكل لها صدمة كبيرة. مع ذلك، واصلت الكتابة والمراسلة إلى كيارا لوبيك، حيث انها اعتبرتها امها الروحية، بالرغم من ان الاثنين لم يلتقيا ابدا لكن جمعتهما صداقة راسائلية.
في عام 1984، اعلنت ثبات قرارها لاعطاء كل ما تملك من هدايا لاجل أعمال حركة فوكولاري. اظهرت حبا كبيرا للقراءة والرياضة، بالرغم من ذلك، في مذكراتها الخاصة تظهر صعوبة العيش في العطاء وفي ان تكون مخلصة تماما لحركة فوكولاري. في عام 1987، تتاهل كيارا إلى السنة الثانية من المدرسة الثانوية، بالرغم من بعض الصعوبات التي رافقتها وخاصتة ان صديقة طفولتها ترحل عنها لتكمل تعليمها في تورينو.
التحقت بالدور الثاني في الدراسة ومن ثم تنجح اخيرا في التاهل للسنة الثالثة من دراستها الثانوية في عام 1988.

### المرض
في نهاية العطلة الصيفية لعام 1988، وبعد جزء من لعبة تنس كانت تمارسها، كيارا في عمر ال 17 عاما، تشعر بالم حاد في الكتف. اعتقد انه تمزق عضلي جراء ممارسة الرياضة ولكن بعد ثلاثة أشهر، يعود الالم للتضخم ويصبح أكثر ايلاما.
في عام 1989، بعد زيادة الم العظام، نقلت كيارا إلى المستشفى حيث تم تشخيص حالتها بأنها تعاني من سرطان في إحدى عظام الكتف الصغيرة، وذلك بالتحديد في يناير كانون الثاني من عام 1989. لكن وبعد ذلك، يزداد الالم أكثر فأكثر، مما يتوجب فحوصات جديدة في شباط 1989، تم تشخيص حالتها بشكل جديد على انها تعاني من أحد أنواع سرطان العظام من بين أكثر الانواع خطورة وايلاما. يقرر اهلها اخفاء الخبر عنها وعدم اطلاعها بخطورة حالتها في بادء الامر. تخظع كيارا لأول عملية جراحية لها في مشفى مولينيت في تورينو، بدت من بعدها في المشفى سعيدة، محاولة تلطيف الجو على نفسها، مستقبلة زوارها واصدقائها بابتسامة بالرغم من الالم التي استمرت بالشعور به جراء المرض، حتى ان المشفى لم يعرف حتى اللحظة مدى خطورة مرضها. تعود كيارا بيتها في الحادي عشر من اذار مارس.
14 مارس، ثلاثة أيام فقط بعد عودتها، كيارا لم تكمل حتى الآن ال18 عاما من عمرها، تخضع لأول علاج كيميائي، تكتشف في المستشفى حقيقة مرضها وشدته الامر الذي اخفاه عنها والداها. بعد عودتها لبيتها، امتنعت عن الكلام مع أي شخص، وخلال 25 دقيقة تقرر الاتصال بامها. الرعاية مكثفة على نحو متزايد ومع ذلك فان الاورام السرطانية تتضاعف.
في أبريل نيسان 1989، يشتد المرض أكثر حتى تصبح كيارا مشلولة الساقين تماما. مع ذلك، تصر كيارا على متابعة تعليمها الدراسي عن طريق كتابة واجباتها بالمراسلة. في إحدى واجباتها، تكتب وجهة نظرها على الاحداث التي تدور في عام 1989 المتعلقة بسقوط جدار برلين تقول فيها: «نحن نعيش في دول نظام ديمقراطي، معتقدين اننا قد وجدنا الحرية، لكن هل هذا صحيح؟ على الرغم من الجهود المبذولة والمستمرة للصالح العام، الإنسان يحاول جاهدا تجاهل بعض المحظورات، مما يجعله عبدا لنفسه من خلال المجتمع الاستهلاكي، الرعاية الاجتماعية والبحث اليائس عن السلطة».
في ملخص اخر، تعطي كيارا رأيها ونظرتها عن الزمن، تقول: «غالباً ما ان الإنسان لا يعيش حياته الحقيقية لسبب انغماره في الزمن الذي لا وجود له سواء كان في الذاكرة أو في الاسف على الماضي أو حتى توقعاته للمستقبل. في الحقيقة، الزمان الوحيد الذي يمتله الإنسان هوة الحاضر الذي يتوجب عليه عيشه بكل شغف والتمتع به بشكل كامل. التفكير بالسنوات الي مرت، تدعونا ان ندرك كل الوقت الضائع وما يمكنا القيام به حاليا. الإنسان يمكن ان يكون معقولا بكل شي عندما يخرج من انانيته ويسلط الضوء على كل إجراء ممكن اخذه لصالح الآخر. إذ فكرنا بعناية، فنجد ان كل شخص يعمل بالفعل للاخرين، حتى العامل الذي يربط مسمارا أو المزارع الذي يزرع حقلا، جميعهم يعملون بالنهاية لصالح الآخر. غالبا ما نفقد المعنى الحقيقي والاصدق للعمل».
الخامس من حزيران جون، من جديد، كيارا تخضع لعملية الثقب الظهرية. يلاحظ اطباء وممرضات المشفى اسلوبها حيث انها لا تحاول الهروب من الالم، بل كانت تراه كفرصة لتكون من الله. بعد الجراحة، تصلي كيارا بصوت مسموع وتقول: «لماذا يا يسوع؟ ان كنت تريد ذلك فاني اريد ذلك أيضا». ذلك جميعه يحصل في مستشفى تورينو، حيث تتلقى كيارا زيارة من الكاردينال جيوفاني سالداريني.
19 تموز يوليو 1989، تعاني من نزيف داخلي، وبالرغم من المرض الحاد، تصر ان تستقبل الزيارات من اصدقائها ومتابعة اخبار وانشطة حركة فوكولاري. في ذلك الوقت، تلتقي كيارا مهندسا يسكن في بنن، يطور مهمة للاطفال، شكرته تثير شغفتها وعاطفتها مما يجعلها تتبرع بكل مدخراتها للعمل الذي يقوم به هذا المهندس للاطفال. عند هدوء معاناتها، تاخذ كيارا بصناعة حرف يدوية لتهبها أو تبيعها كي تمول مهمة بنن.
تعود بعد ذلك إلى منزلها وتبقى عند واليها في ساسيلو. تصبح الصلاة جزءا مهما من حياتها، تصلي المسبحة وتتبع القداس دائما. تقتنع تماما بأن كل معاناة هي هبة لله تحمل بعدها ثمارا ومن ثم تقرر التوقف التام عن أخذ مسكنات اللام. قبل يومين من عيد الميلاد، وذلك في عام 1989، تتأزم حالتها الصحية وتصبح مجبرة للذهاب للمستشفى مجددا. هناك تستقبل «كلمة الحياة» بنص من الإنجيل المقدس مرسلة من كيارا لوبيك من إنجيل يوحنا <الفصل 15> «أنا الكرمة الحقيقية، وابي هو الكرام. كل غصن في لا ينتج ثمرا يقطعه، وكل غصن ينتج ثمرا ينقيه لينتج مزيدا من الثمر. أنتم الآن انقياء بسبب الكلمة التي خاطبتكم بها. فاثبتوا في وانا فيكم. كما انا الغصن لا يقدر ان ينتج ثمرا الا إذا ثبت في الكرمة، فكذلك أنتم، الا إذا ثبتم في». تستقبل كيارا في ذلك الوقت سر مشحة المرضى والقربان المقدس.
يوم 24 كانون الثاني يناير، تخضع مرة أخرى لجراحة لكنها بدون نجاح. تكتب من بعدها نظرتها للالم، تقول: «كل لحظة في الحياة ثمينة، لا يتوجب ابد اضاعتها. ان نكنا نعيش فلكل شي معنى. كل شي يجد ابعاده المناسبة في اللحظة التي نقدمه ليسوع، حتى الاوقات الأكثر رهبة. لهذا يجب الا يسمح للالم بالهروب، فبذلك نكسب المعنى الحقيقي الذي نبحث عنه بوهبنا كل شي ليسوع».
اللام ساقاها تتفاقم خلال الشهور التي تتبعد، لدرجة انها تصف ساقاها ب «ساقاي المجنونة». تتابع في ذلك الوقت مهرجان ال Gen وهوة احتفال يقام لحركة فوكولاري لكنها لا تستطيع المشاركة به.
بعد فترة وجيزة، يعتبر الاطباء ان حالتها ميووس منها فيقرروا ايقاف العلاج وذلك في 18 حزيران يونيو. تترك بعد ذلك كيارا المشفى لتعود لبيتها في ساسيلو. تواجه بعد ذلك كيارا لوك الكثير من الصعوبات، فتخبر اصدقائها في بعض الاحيان كم هوة من الصعب عيش المسيحية حتى النهاية.

### وفاة كيارا لوك
عند عودتها لبيتها، تستلم رسالة من كيارا لوبيك تكتب فيها لتعطي لكيارا اسم جديد تتبع فيه حركة فوكولاري وهوة «لوجي» والذي يعني («النور» بالإيطالية). هذه الصداقة هي جزء اساسي في حياة كيارا لوك بادانو، فترد على كيارا لوبيك «اني مدينة لك ولله بكل شي».
و تستمر المعاناة حتى ان تكون عظيمة، معاناة تجعلها من الصعب ان تعيش. تتاسف كيارا بهذه المرحلة من مرضها بعدم تمكنها من وهب اعضائها، حتى انها تكون مستعدة للتبرع بكل شي، فتنجح بالتبرع بقرنية عينها. تعرف كيارا ان وفاتها تقترب، فتقرر ان تحظر بعناية جنازتها فتكون كحفل زفاف. تطلب ان ترتدي ثوبا ابيض وتحاط بحزام من الزهور. واختارت اخيرا الاناشيد التي تحب ان ترتل اثناء قداس دفنها.
العاشر من ايلول سبتمبر، ترسل كيارا اخر رسالة سلام مسجلة على شريط كاسيت لجميع اعظاء منظمة فوكولاري، في اخر أيام حياتها، ترسل كلمة اخيرة لاصدقائها في ساسيليو وكلمة أخرى اخيرة لامها تقول فيها: «امي، إلى اللقاء. كوني سعيدة، لاني انا سعيدة».
توفيت كيارا في السابع من تشرين الأول أكتوبر 1990 في الساعة الرابعة والعشر دقائق صباحا، بعد ليلة من العذاب وهي في سن ال 18 من عمرها.

### المأتم
تمت جنازتها بحضور المطران الاب ليفيو ماريتانو الذي زارها في المشفى. حظرها كذلك عدد كبير من الناس حيث تم وضع مكبرات للصوت من قبل دار البلدية لكي يكون بأستطاعة الجميع حضور القداس. تطلب كيارا ان تجمع جميع التبرعات وتعطى لتمويل مهمة بنن للاطفال.

## مؤسسة كيارا لوك بادانو
خلال فترة حياتها، اهتمت كيارا بمهمة بنن التي تعتني بالاطفال الايتام. اخذت هذه المؤسسة اسم كيارا بادانو بدلا من اسمها الأول بنن، وهي قائمة حتى يومنا هذا.

## الاعتراف بها بعد وفاتها
بعد فترة قصيرة جدا من وفاتها، تصبح كيارا لوك بادانو، مثالا يستشهد به في حركة فوكولاري مشيرتا ان «كيارا لوك هي نقطة مركزية تلخص معنى الروحانية لدينا في المسيح المصلوب». تعلن أيضا ك «النموذج المثالي» بين ال "gens" والتي تمثل شبيبة حركة فوكولاري. موقفها ضد المعاناة يقود اللاهوتيين بوصفها ك «تقية المعاناة» «La mystique de la souffrance».

### التطويب
في الحادي عشر من حزيران يونيو 1999، يتم الطلب من قبل الابرشية بتقديس كيارا. يغلق ملف الطلب بعد ذلك في الحادي والعشرون من اب اوت 2000.
تطلب كيارا لوبيك (موسسة حركة فوكولاري) الشهادة لكيارا لوك اثناء اجتماع مناقشة تطويب كيارا لوك. يتم بعد ذلك رفع ملف الطلب وكتاب شهادة كيارا لوبيك للمجمع الفاتيكاني.
في الثالث من تموز يوليو 2008، يعلن البابا بندكتوس السادس عشر كيارا لوك مكرمة من قبل الكنيسة الكاثوليكية. في ال 19 من كانون الأول ديسمبر 2009، يوقع البابا على مرسوم بالاعتراف بمعجزة نسبت بشفاعة خادمة الرب المكرمة «كيارا لوك».
اخيرا، في ال 25 من ايلول سبتمبر 2010، يعلن رئيس مجمع دعاوي القديسين، (المطران انجلو اماتو)، كيارا لوك طوباوية اثناء احتفال في مزار سيدة المحبة الالهية Notre-Dame du Divin Amour وذلك بحضور والديها وجميع مسؤولين ومؤسسين حركة فوكولاري.